# طاق نصرت کاراکالا (تبسه)

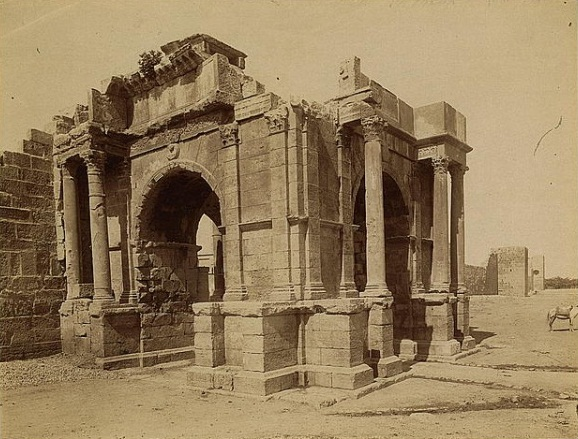
طاق نصرت کاراکالا، ۱۸۶۰–۱۸۹۰

طاق نصرت کاراکالا (عربی: قوس كاراكالا) یکی از مهمترین بناهای تاریخی و شاهکار معماری منحصر به فرد و عالی است و از بهترین بناهای ساخته شده توسط رومیان در شهر تبسه، الجزایر است.

## تاریخچه
این اثر در تاریخ ۲۱۱ تا ۲۱۲ میلادی در دوران شکوفایی روم تأسیس شد. این اثر تاریخی دارای چهار ستون است؛ که هر ستون به یک عضو خانواده سلطنتی سبتیم سیوار اختصاص داده شده‌است. طاق نصرت کاراکالا به یک شکل مربع منحصر به فرد ساخته شده و بر بالای یک گنبد قرار گرفته‌است. این اثر تاریخی در طول دوران استعمار بیش از یکبار ترمیم شده‌است، و علی‌رغم از بین رفتن سه ستون آن به دلیل جنگ‌های باستانی، به‌عنوان یک اثر معماری کماکان باقی مانده‌است.